# Odlikovanja SFRJ
Odlikovanja Socijalističke Federativne Republike Jugoslavije nastala su u tijeku Narodnooslobodilačke borbe i kroz postojanje Druge Jugoslavije. Ustanovljena su zakonima i drugim propisima iz vremena različitih južnoslavenskih državnih zajednica. Isti su zakoni prestali vrijediti u Republici Hrvatskoj 8. listopada 1991. godine, a u drugim državama članicama bivše SFRJ, nadnevkom donošenja njihovih deklaracija o nezavisnosti. Posljednja odlikovanja SFRJ dodjeljivana su do 27. travnja 1992., kada je stupanjem na snagu Ustavnog zakona za sprovođenje Ustava SRJ prestao vrijediti Zakon o odlikovanjima SFRJ u Saveznoj Republici Jugoslaviji.
Dana 15. kolovoza 1943. prva ustanovljena odlikovanja bila su: Orden narodnoga heroja, Orden narodnoga oslobođenja, Orden partizanske zvijezde u tri stupnja, Orden bratstva i jedinstva, Orden za hrabrost i Medalja za hrabrost.
Do 1960. broj odlikovanja povećao se na ukupno 42 (35 ordena, 6 medalja te 1 spomenica, koja je prema Zakonu iz 1945. bila uvrštena u odlikovanja i to na posljednjem mjestu, ali u kasnijim zakonima se više ne tretira kao odlikovanje). Nositelj Ordena narodnog heroja imali su pravo na izvjesne povlastice, a takve su nastavili koristiti i triju starih ratnih odlikovanja Kraljevine Jugoslavije, Kraljevine Crne Gore i Kraljevine Srbije: Ordena Karađorđeve zvijezde s mačevima i Orden dvoglavog orla s mačevima, te Zlatne medalje Miloša Obilića.
Redoslijed odlikovanja bio je utvrđen Zakonom, a postojali su i Statuti ordena i medalja SFRJ. Od 1953. godine odlikovanja dodjeljivao je Predsjednik Republike, kasnije Predsjedništvo SFRJ. Prijedloge za dodjelu odlikovanja podnosilo je Savezno izvršno vijeće, nadležni republički, odnosno pokrajinski organ, savezni sekretar za narodnu obranu (za vojna lica, vojne jedinice i ustanove SFRJ i strane države i za građanska lica na službi u JNA) i savezni sekretar za vanjske poslove (za strane državljane i strane i međunarodne organizacije i ustanove). Komisija za odlikovanja Predsjedništva SFRJ ocjenjivala je i odlučivala o prijedlozima, koje je zatim podnosila Predsjedniku SFRJ.
Autori jugoslavenskih odlikovanja i medalja bili su Antun Augustinčić i Đorđe Andrejević Kun. Autor Ordena narodnog heroja koji se proizvodio u SFRJ bio je Frano Meneghello Dinčić.
Navedena odlikovanja su uživala zaštitu temeljem članka 6. Pariške konvencije za zaštitu industrijskoga vlasništva iz 1883. godine, kod svih država potpisnica Povelja navedene konvencije. Većina ih dolazi s umanjenicom. Od 11. srpnja 1967. nalaze se pod zaštitom Svjetske organizacije za intelektualno vlasništvo, a pri toj organizaciji su bila klasificirana kao "službeni znakovi koji daju jamstvo i pravo nadzora u ime države".

## Povijest
Godine 1948. redoslijed ordena i medalja bio je:
- 01) Orden narodnog heroja,
- 02) Orden slobode,
- 03) Orden partizanske zvijezde I. reda,
- 04) Orden narodnog oslobođenja,
- 05) Orden zasluge za narod I. reda,
- 06) Orden bratstva i jedinstva I. reda,
- 07) Orden partizanske zvijezde II. reda,
- 08) Orden zasluge za narod II. reda,
- 09) Orden bratstva i jedinstva II. reda,
- 10) Orden partizanske zvijezde III. reda,
- 11) Orden za hrabrost,
- 12) Orden zasluge za narod III. reda,
- 13) Medalja za hrabrost,
- 14) Medalja zasluge za narod.

## Ordeni
| R.br. | Odlikovanje                                                            | Slikovni prikaz              | Datum ustanovljenja          | Rang                         |
| ----- | ---------------------------------------------------------------------- | ---------------------------- | ---------------------------- | ---------------------------- |
| 1.    | Orden jugoslavenske zvijezde                                           | Orden jugoslavenske zvijezde | Orden jugoslavenske zvijezde | Orden jugoslavenske zvijezde |
| 1.    | Orden jugoslavenske velike zvijezde                                    |                              | 1. veljače 1954.             | 1. u važnosnom slijedu       |
| 1.    | Orden jugoslavenske zvijezde s lentom                                  |                              | 1. veljače 1954.             | 6. u važnosnom slijedu       |
| 1.    | Orden jugoslavenske zvijezde sa zlatnim vijencem                       |                              | 1. veljače 1954.             | 14. u važnosnom slijedu      |
| 1.    | Orden jugoslavenske zvijezde na ogrlici                                |                              | 1. veljače 1954.             | 24. u važnosnom slijedu      |
| 2.    | Orden slobode                                                          |                              | 12. lipnja 1945.             | 2. u važnosnom slijedu       |
| 3.    | Orden narodnog heroja                                                  |                              | 15. kolovoza 1943.           | 3. u važnosnom slijedu       |
| 4.    | Orden junaka socijalističkog rada                                      |                              | 8. prosinca 1948.            | 4. u važnosnom slijedu       |
| 5.    | Orden narodnog oslobođenja                                             |                              | 15. kolovoza 1943.           | 5. u važnosnom slijedu       |
| 6.    | Orden ratne zastave                                                    |                              | 29. prosinca 1951.           | 7. u važnosnom slijedu       |
| 7.    | Orden jugoslavenske zastave                                            | Orden jugoslavenske zastave  | Orden jugoslavenske zastave  | Orden jugoslavenske zastave  |
| 7.    | Orden jugoslavenske zastave s lentom (I. red)                          |                              | 26. studenoga 1947.          | 8. u važnosnom slijedu       |
| 7.    | Orden jugoslavenske zastave sa zlatnim vijencem (II. red)              |                              | 14. studenoga 1955.          | 19. u važnosnom slijedu      |
| 7.    | Orden jugoslavenske zastave sa zlatnom zvijezdom na ogrlici (III. red) |                              | 26. studenoga 1947.          | 28. u važnosnom slijedu      |
| 7.    | Orden jugoslavenske zastave sa zlatnom zvijezdom (IV. red)             |                              | 26. studenoga 1947.          | 32. u važnosnom slijedu      |
| 7.    | Orden jugoslavenske zastave sa srebrnom zvijezdom (V. red)             |                              | 26. studenoga 1947.          | 35. u važnosnom slijedu      |
| 8.    | Orden partizanske zvijezde                                             | Orden partizanske zvijezde   | Orden partizanske zvijezde   | Orden partizanske zvijezde   |
| 8.    | Orden partizanske zvijezde sa zlatnim vijencem (I. red)                |                              | 15. kolovoza 1943.           | 9. u važnosnom slijedu       |
| 8.    | Orden partizanske zvijezde sa srebrnim vijencem (II. red)              |                              | 15. kolovoza 1943.           | 17. u važnosnom slijedu      |
| 8.    | Orden partizanske zvijezde s puškama (III. red)                        |                              | 15. kolovoza 1943.           | 29. u važnosnom slijedu      |
| 9.    | Orden Republike                                                        | Orden Republike              | Orden Republike              | Orden Republike              |
| 9.    | Orden Republike sa zlatnim vijencem (I. red)                           |                              | 2. srpnja 1960.              | 10. u važnosnom slijedu      |
| 9.    | Orden Republike sa srebrnim vijencem (II. red)                         |                              | 2. srpnja 1960.              | 18. u važnosnom slijedu      |
| 9.    | Orden Republike s brončanim vijencem (III. red)                        |                              | 2. srpnja 1960.              | 27. u važnosnom slijedu      |
| 10.   | Orden zasluga za narod                                                 | Orden zasluga za narod       | Orden zasluga za narod       | Orden zasluga za narod       |
| 10.   | Orden zasluga za narod sa zlatnom zvijezdom (I. red)                   |                              | 9. lipnja 1945.              | 11. u važnosnom slijedu      |
| 10.   | Orden zasluga za narod sa srebrnim zrakama (II. red)                   |                              | 9. lipnja 1945.              | 20. u važnosnom slijedu      |
| 10.   | Orden zasluga za narod sa srebrnom zvijezdom (III. red)                |                              | 9. lipnja 1945.              | 30. u važnosnom slijedu      |
| 11.   | Orden bratstva i jedinstva                                             | Orden bratstva i jedinstva   | Orden bratstva i jedinstva   | Orden bratstva i jedinstva   |
| 11.   | Orden bratstva i jedinstva sa zlatnim vijencem (I. red)                |                              | 15. kolovoza 1943.           | 12. u važnosnom slijedu      |
| 11.   | Orden bratstva i jedinstva sa srebrnim vijencem (II. red)              |                              | 15. kolovoza 1943.           | 21. u važnosnom slijedu      |
| 12.   | Orden narodne armije                                                   | Orden narodne armije         | Orden narodne armije         | Orden narodne armije         |
| 12.   | Orden narodne armije s lovorovim vijencem (I. red)                     |                              | 29. prosinca 1951.           | 13. u važnosnom slijedu      |
| 12.   | Orden narodne armije sa zlatnom zvijezdom (II. red)                    |                              | 29. prosinca 1951.           | 22. u važnosnom slijedu      |
| 12.   | Orden narodne armije sa srebrnom zvijezdom (III. red)                  |                              | 29. prosinca 1951.           | 31. u važnosnom slijedu      |
| 13.   | Orden rada                                                             | Orden rada                   | Orden rada                   | Orden rada                   |
| 13.   | Orden rada s crvenom zastavom (I. red)                                 |                              | 1. svibnja 1945.             | 15. u važnosnom slijedu      |
| 13.   | Orden rada sa zlatnim vijencem (II. red)                               |                              | 1. svibnja 1945.             | 25. u važnosnom slijedu      |
| 13.   | Orden rada sa srebrnim vijencem (III. red)                             |                              | 1. svibnja 1945.             | 33. u važnosnom slijedu      |
| 14.   | Orden za vojne zasluge                                                 | Orden za vojne zasluge       | Orden za vojne zasluge       | Orden za vojne zasluge       |
| 14.   | Orden za vojne zasluge s velikom zvijezdom (I. red)                    |                              | 29. prosinca 1951.           | 16. u važnosnom slijedu      |
| 14.   | Orden za vojne zasluge sa zlatnim mačevima (II. red)                   |                              | 29. prosinca 1951.           | 26. u važnosnom slijedu      |
| 14.   | Orden za vojne zasluge sa srebrnim mačevima (III. red)                 |                              | 29. prosinca 1951.           | 34. u važnosnom slijedu      |
| 15.   | Orden za hrabrost                                                      |                              | 15. kolovoza 1943.           | 23. u važnosnom slijedu      |

## Medalje
| Rang | Medalja                    | Slikovni prikaz | Datum ustanovljenja |
| ---- | -------------------------- | --------------- | ------------------- |
| 1.   | Medalja za hrabrost        |                 | 15. kolovoza 1943.  |
| 2.   | Medalja zasluga za narod   |                 | 9. lipnja 1945.     |
| 3.   | Medalja rada               |                 | 1. svibnja 1945.    |
| 4.   | Medalja za vojne zasluge   |                 | 1. siječnja 1952.   |
| 5.   | Medalja za vojničke vrline |                 | 29. prosinca 1951.  |
| 6.   | Medalja za zasluge         |                 |                     |

Ostale medalje:
- Medalja "Smrt fašizmu - Sloboda Narodu"
- Medalja "30. godina pobjede nad fašizmom, 1945-1975"
- Medalja za 10 godina Jugoslavenske narodne armije
- Medalja za 20 godina Jugoslavenske narodne armije
- Medalja za 30 godina Jugoslavenske narodne armije
- Medalja za 40 godina Jugoslavenske narodne armije
- Medalja za 50 godina Jugoslavenske narodne armije
- Medalja sudionicima putovanja s predsjednikom Titom u Indiju i Burmu, 1954-1955
- Medalja Saveza boraca za Jugoslavene u internacionalnim brigadama u Španjolskoj, 1936-1939
- Medalja odličnom strijelcu
- Medalja najboljem u predvojničkoj obuci

## Spomenica
| Rang | Spomenica                   | Slikovni prikaz | Datum ustanovljenja |
| ---- | --------------------------- | --------------- | ------------------- |
| 1.   | Partizanska spomenica 1941. |                 | 14. rujna 1944.     |

Prema prijašnjim zakonima, Partizanska spomenica 1941. bila je najniže odlikovanje, međutim, poslije se više ne tretira kao odlikovanje.

## Unutarnje poveznice
- Savezni, republički i pokrajinski znaci zahvalnosti za postojanja SFRJ